# Gheorghe Martinuzzi

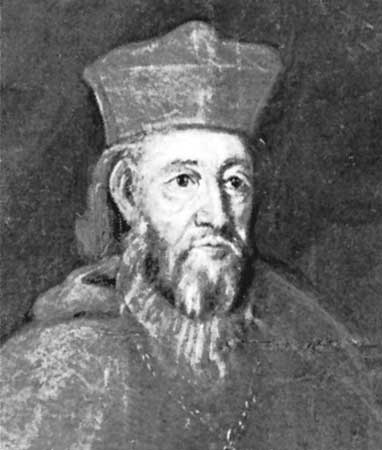
Portretul lui Gheorghe Martinuzzi, datorat unui anonim, la Muzeul Național din Budapesta

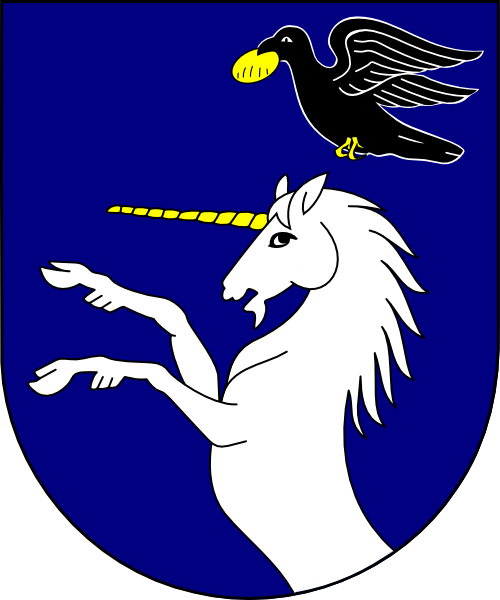
Stema episcopală a cardinalului Gheorghe Martinuzzi

Gheorghe Martinuzzi sau Georg Utjessenovicz-Martinuzzi (în maghiară Fráter György) (n. 18 iunie 1482, Kamičić, Croația – d. 16 decembrie 1551, Vințu de Jos) a fost un călugăr catolic, din 1535 episcop de Oradea Mare, apoi arhiepiscop de Esztergom și cardinal. Tatăl său a fost nobilul croat Grgur (Gregor) Utješinović (Utjessenovicz), iar mama sa a fost descendenta unei familii de patricieni venețieni.
În perioada 1541-1551 a fost guvernatorul Transilvaniei. La ordinele lui Martinuzzi a fost construită cetatea Gherla. Tot el a început refacerea în stil renascentist a mănăstirii dominicane de la Vințu de Jos (Castelul Martinuzzi).

## Biografie

### Originile lui Gheorghe Martinuzzi
Gheorghe Martinuzzi s-a născut în Dalmația în 1482. Numele său real era Juraj Utješinović. Tatăl său, Grgur Utješinović, de origine croată, a fost ucis într-o luptă contra turcilor. Mama sa, originară din Veneția, se numea Martinuzzi și avea un frate episcop: de aceea, tânărul Giorgio / Gheorghe și-a ales acest patronim pentru a face carieră în Biserică devenind călugăr, în Ordinul paulin. Se cuvine să se sublinieze că adversarii săi, protestanții maghiari, îl denumeau, cel mai adesea,  «fratele György» (Fráter György).
L-a întâlnit pe Ioan I Zápolya, în 1527. A devenit unul dintre cei mai abili consilieri ai acestuia și a fost numit la consiliul regal cu sarcina de trezorier, apoi, în 1535, episcop de Oradea Mare (în maghiară Nagyvárad, iar în germană Großwardein). La moartea lui Ioan Zapolya, survenită la 22 iulie 1540, el asumă cu regina Isabella Jagiello regența fiului nou-născut al acestuia Ioan Sigismund.

### Regent al Transilvaniei
G. Martinuzzi duce o politică complexă: în 1543, el trebuie să rezolve prima plată datorată Sultanului de către Transilvania rămasă independentă / Regatul Ungariei Răsăritene, sub suzeranitate otomană, aflat(ă) în mâinile familiei Zapolya, centrul Ungariei fiind ocupat de Otomani, iar vestul era ocupat de Habsburgi. Tributul anual se ridica la suma de 10.000 de florini. În pofida ostilității sale față de protestanți, Reforma făcea progrese rapide sub guvernarea sa și a foarte importantă în Transilvania, unde bunurile Bisericii au fost secularizate. S-a încercat, de altfel, reunificarea țării, ceea ce a antrenat conflicte cu regina-mamă Isabella Jagiello: după recunoașterea în 1549 a suzeranității lui Ferdinand asupra Transilvaniei și asupra teritoriilor atașate acesteia, la Convenția de la Nyirbator, un al doilea tratat semnat la Oradea Mare în 1551 prevedea renunțarea la tronul Ungariei de către Ioan Sigismund, printr-o compensație financiară și teritorială - prin atribuirea unui alt fief - și recunoașterea lui Ferdinand I drept singur suveran ales al Ungariei. Regina Isabella a denunțat tratatul și a reafirmat, puțin timp după aceea, drepturile fiului său minor, însă a trebuit să abdice la 19 iunie, și să se retragă cu Ioan Sigismund în Silezia, în timp ce Dieta din Cluj, de la 26 iulie 1551, îl recunoștea pe Ferdinand I ca singur suveran. 

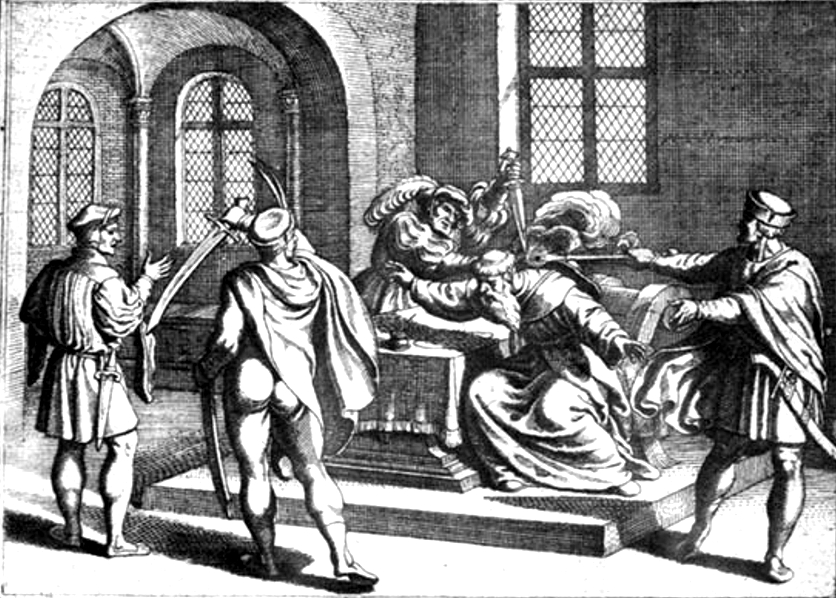
Uciderea cardinalului Gheorghe Martinuzzi de către asasini trimiși de generalul imperial Giambattista Castaldo, la 17 decembrie 1551.

### Voievod al Transilvaniei

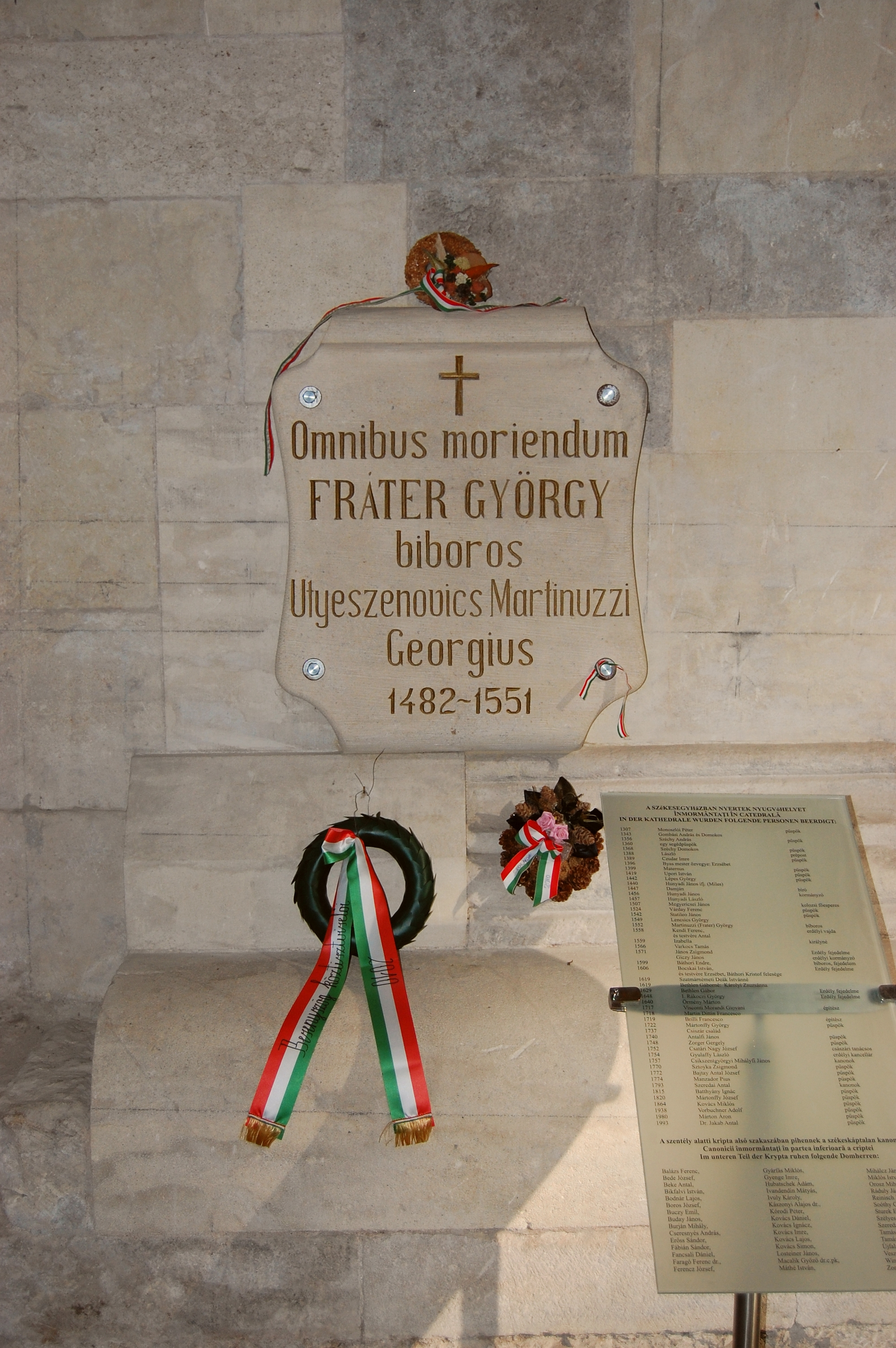
Mormântul cardinalului Gheorghe Martinuzzi din Catedrala Sfântul Mihail din Alba Iulia.

Martinuzzi, mereu atent la unitatea țării, a făcut apel la viitorul împărat Ferdinand I al Sfântului Imperiu susținut de fratele său Carol Quintul, ale cărui trupe de 6 până la 7.000 de oameni comandate de Giovanni Battista Castaldo au ocupat Transilvania pentru a preveni o reacție violentă a turcilor. În schimb fostul regent Martinuzzi este numit voievod, continuând să guverneze Regatul Ungariei Răsăritene. Forțelele lui Castaldo, „prea numeroase pentru a fi o gardă de onoare, dar prea puțin numeroase pentru o armată”, se dovedesc a fi o povară financiară pentru țară. Principalii contributori și actori politici (sașii, secuii și marea nobilime) au fost nemulțumiți de această stare de fapt.

### Uciderea lui Martinuzzi
Alegând să medieze în mod privat între turci și maghiari, Martinuzzi dă garanții Sublimei Porți în același timp în care se afirmă drept un servitor fidel al Habsburgilor, când era pe punctul de a i se remite de către papă pălăria de cardinal. Castaldo l-a acuzat de trădare pe Martinuzzi lui Ferdinand și i s-a dat permisiunea să-l omoare dacă era nevoie. Gheorghe Martinuzzi a fost asasinat la 16 decembrie 1551, în Castelul Martinuzzi de la Vințu de Jos, în inima Transilvaniei, de către Marco Antonio Ferrari, secretarul generalului Castaldo. Uciderea acestui cardinal, act care părea să-l implice împăratul Sfântului Imperiu, a avut consecințe imediate.
Ferdinand a acceptat responsabilitatea uciderii, iar papa i-a excomunicat pe el și pe generalii săi. După ce a primit acuzația de trădare, cuprinzând 87 de articole, privitoare la Martinuzzi, precum și mărturiile și audierile unui număr de 116 martori, papa l-a exonerat pe împăratul Ferdinand și a ridicat excomunicările în 1555.
După uciderea lui Martinuzzi funcția de trezorier al Transilvaniei a fost acordată lui Peter Haller, primarul Sibiului.
Gheorghe Martinuzzi este înmormântat în Catedrala Sfântul Mihail din Alba Iulia.

## Moștenire
O stradă din vechiul oraș Šibenik din Croația a primit numele Utješinović.